# Carsten Bunk
Carsten Bunk (ur. 29 lutego 1960 w Berlinie) – niemiecki wioślarz reprezentujący NRD, złoty medalista olimpijski.

## Życiorys
W 1977 zdobył srebro w jedynkach na mistrzostwach świata juniorów w Tampere. Na rozgrywanych rok później mistrzostwach świata juniorów w Belgradzie w tej samej konkurencji wywalczył złoty medal.
Wystąpił na igrzyskach olimpijskich w Moskwie w 1980, gdzie osada NRD w składzie: Frank Dundr, Carsten Bunk, Uwe Heppner i Martin Winter zdobyła złoty medal w czwórkach podwójnych. W finale o 1,66 sekundy wyprzedzili osadę ZSRR i o 2,57 sekundy osadę Bułgarii. Był to jego jedyny start olimpijski.
W 1980 odznaczony Złotym Orderem Zasługi dla Ojczyzny.
Studiował medycynę, jednak nie ukończył nauki. Po zjednoczeniu Niemiec wraz z żoną prowadził hostel w Rathen w Saskiej Szwajcarii.